# Orion
För andra betydelser, se Orion (olika betydelser).

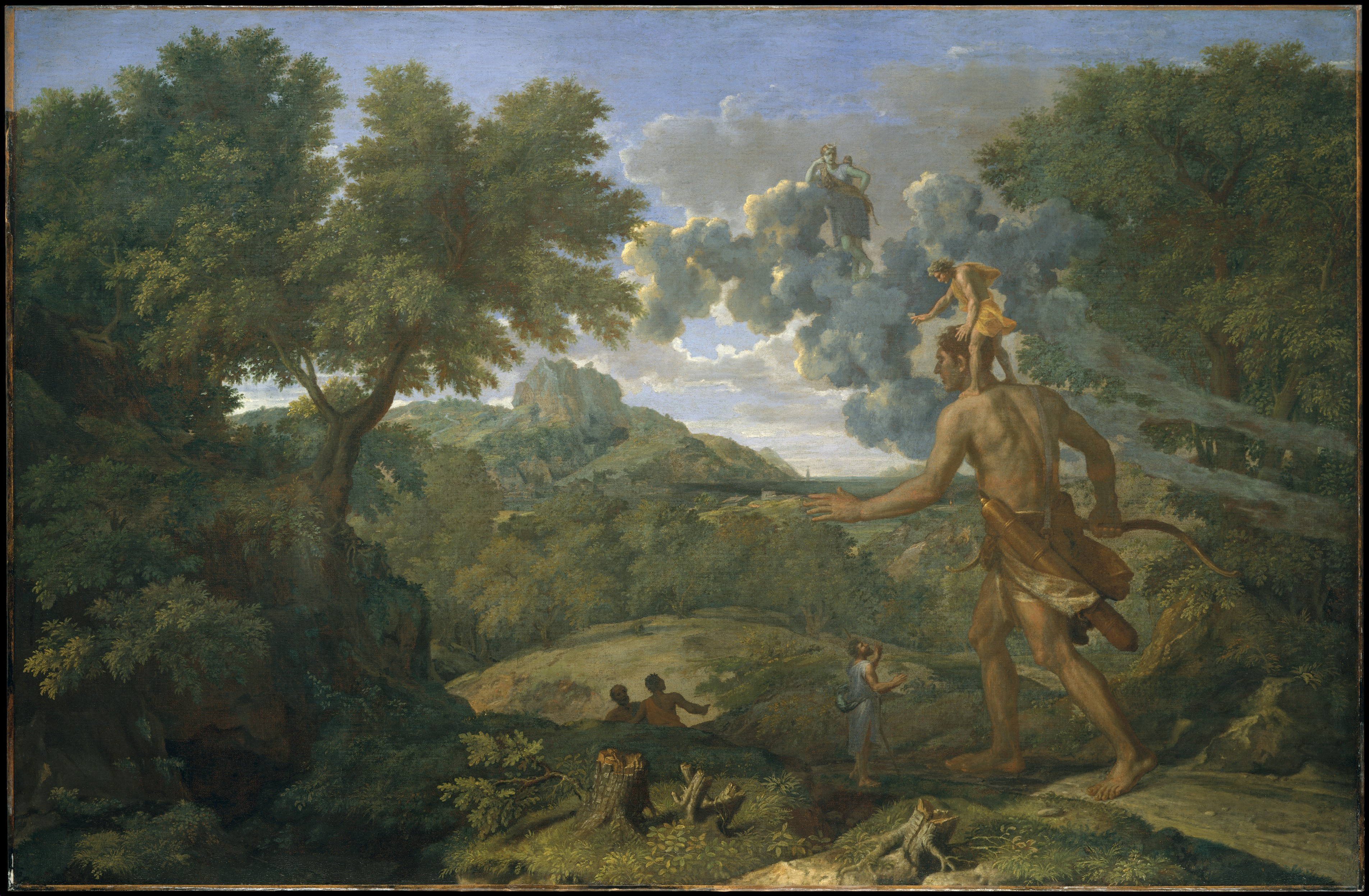
Orion aveugle cherchant le soleil, Orion, förblindad, söker efter solen. Målning av Nicolas Poussin 1658.

Orion var en jättelik jägare i grekisk mytologi. Berättelserna om Orion är mycket olika varandra och flera olika historier existerar om hur han föddes och hur han dog och blev en stjärnbild.
En berättelse av den romerske poeten Ovidius säger att Orion föddes när Zeus, Poseidon och Hermes var i Beotien. De kom till en hydda där en gamling bjöd dem att äta och hedrade dem genom att slakta en oxe. Gamlingen berättar att hans högsta önskan var att få en son, men problemet var att han inte hade någon hustru. Gudarna tackade för maten genom att kasta vatten på oxhuden och säga till gamlingen att gräva ner den i jorden och gräva upp den igen om nio månader. Gamlingen gjorde som gudarna sade och efter nio månader grävde han upp skinnet som då hade förvandlats till den nyfödde Orion.
Eftersom han var son till Poseidon kunde han gå över haven. En gång kom han till ön Chios och när han var berusad försökte han våldta Merope som var dotter till kung Oinopion. Som straff lyckades Oinopion förblinda honom men han fick synen åter av Helios som var kär i honom.
Hans död beskrivs på olika sätt. En historia berättar att gudinnan Artemis dödade honom av svartsjuka, det finns även en historia som berättade att Orion försökte våldta Artemis och därför skickade hon upp honom till himlen som en stjärnbild, en annan att hon blev lurad av den svartsjuke Apollon att döda honom. Ännu en berättar att Orion sade att han inte var rädd för några varelser på jorden. Då skickade gudarna en skorpion som stack ihjäl honom. Därefter blev både Orion och skorpionen stjärnbilder.